# دبابة مشاة

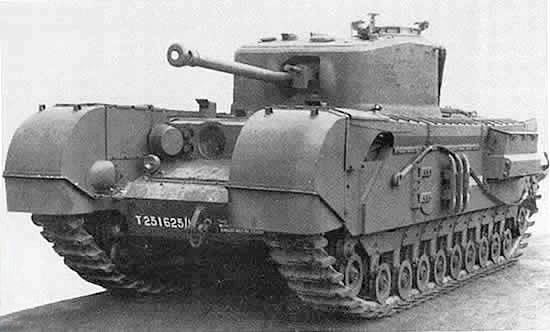
دبابة المشاة البريطانية "تشرتشل"

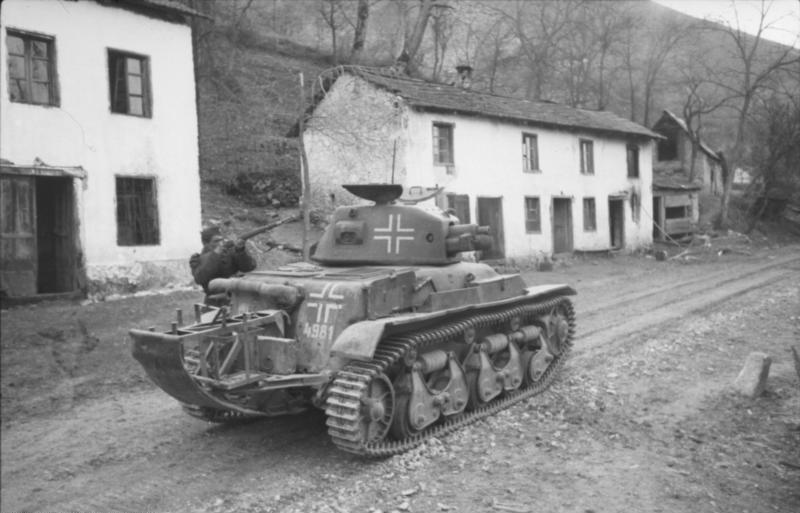
دبابة المشاة الفرنسية رينو آر-35 لدى الألمان

دبابة مشاة مفهوم عسكري طوره البريطانيون و الفرنسيون خلال حقبة ما بين الحربين العالميتين وطبق خلال الحرب العالمية الثانية، يرتكز المفهوم على تصميم دبابة تخصص لدعم ومرافقة قوات المشاة خلال تنفيذ قوات المشاة للعمليات الهجومية بحيث توفر لهم الإسناد الناري وتدمر الدفاعات والنقاط الحصينة للعدو، ومن أجل تحقيق هذه الأهداف تصمم دبابات المشاة بدروع ثقيلة لتمكينها من تقديم الدعم للمشاة عن قرب وتوفير حماية أكبر للدبابة من نيران العدو، وبالرغم من أن الدروع الإضافية تأتي على حساب السرعة إلا أن ذلك لا يسبب مشكلة كونها ترافق قوات المشاة البطيئة نسبيا، وما إن تحقق دبابات المشاة هدفها في اختراق دفاعات العدو حتى تستغل دبابات الفرسان نجاح الاختراق لتتقدم في عمق دفاعات العدو عبر مناطق الاختراق لقطع خطوط الإمداد والموصلات على قوات العدو.